# 289 av. J.-C.
Cette page concerne l'année 289 av. J.-C. du calendrier julien proleptique.

## Événements
- 28 mars (21 avril du calendrier romain) : début à Rome du consulat de Marcus Valerius Maximus Corvinus (pour la deuxième fois) et Quintus Caedicius Noctua[1].
  - Fondation de la colonie romaine d'Hadria[1].
  - Les « triumviri nocturnni » chargés jusque-là de la police nocturne et de l'alerte en cas d'incendie, deviennent les « triumviri capitales » étant chargés de plus des prisons et de l'exécution des sentences capitales[1].
- Printemps : expédition du roi de Macédoine Démétrios Ier Poliorcète contre les Étoliens. Il ravage le pays sans pouvoir remporter une bataille décisive. Pyrrhus, roi d’Épire, vient au secours des Étoliens et pendant que Démétrios envahit l’Épire, il bat sévèrement le stratège Pantauchos et libère l’Étolie. Pyrrhus lance alors une expédition de pillage sur la Macédoine jusqu'à Édessa. Il est repoussé par Démétrios[2]. Cependant les ambitions de celui-ci, qui vise toujours à retrouver l'héritage de son père Antigone le Borgne, entraînent Ptolémée Ier à monter une vaste coalition contre lui et englobant Pyrrhus et Lysimaque.

- Rome abandonne l’étalon monétaire grec au profit du système libral[3].
- Mort du tyran de Syracuse, Agathocle qui dans son testament rend la liberté à sa patrie à la suite de l'assassinat de son fils préféré, Agathocle, par Agatharchos, son petit-fils. En réalité, rapidement, des troubles éclatent avec ses mercenaires, les Mamertins, qui s'emparent de Messine[4].
- Arsinoé Ire épouse le futur roi d’Égypte Ptolémée II (289/288 av. J.-C.)[5].

## Décès
- Agathocle, tyran de Syracuse.
- Mencius (pinyin Mengzi, EFEO Meng-Tzu, né en -372), philosophe confucéen chinois qui écrivit un célèbre traité, élaborant une théorie morale des relations sociales fondée sur l’accord entre la nature humaine et le ciel (moralisme inné).